# Carlos María Domínguez (Schriftsteller)

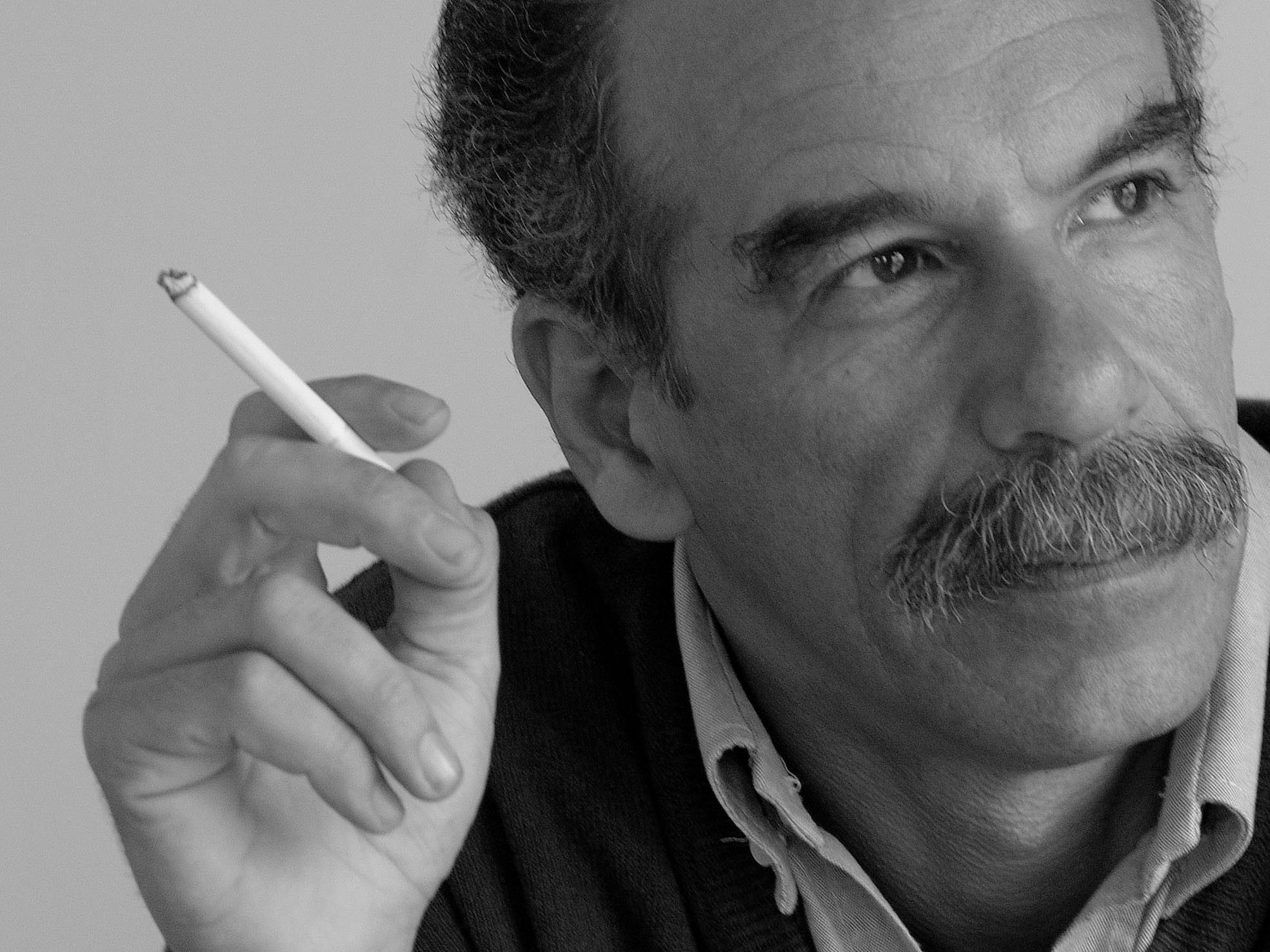
Carlos María Domínguez

Carlos María Domínguez (* 1955 in Buenos Aires) ist ein argentinischer Schriftsteller; seit 1989 wohnt er in Montevideo.

## Leben
Sein im deutschsprachigen Raum bekanntestes Werk ist die Erzählung Das Papierhaus (2001, dt. 2004), die unter anderem von der Jury der jungen Leser mit einem Sonderpreis ausgezeichnet wurde. 2006 erschien sein Erzählband Wüste Meere.
Dominguez lebt heute in Montevideo, Uruguay, und ist dort weiterhin als Schriftsteller und Journalist tätig.

## Schriften
- Das Papierhaus. Erzählung. Eichborn Verlag, Frankfurt 2004 (spanisch: Casa de Papel. Übersetzt von Elisabeth Müller).
- Wüste Meere. Erzählungen. Eichborn Verlag, Frankfurt 2006 (spanisch: Mares Baldíos. Übersetzt von Elisabeth Müller).
- Die blinde Küste. Roman. Suhrkamp Verlag, Berlin 2010, ISBN 978-3-518-42181-9 (spanisch: Costa Ciega. Übersetzt von Susanne Lange).
- Onetti. Biographie über Juan Carlos Onetti. (bisher nicht übersetzt).